# Sanda Jovanović
Sanda Jovanović (* 26. Juli 1993 in Mladenovac) ist eine ehemalige serbische Fußballnationalspielerin.

## Karriere

### Verein
Jovanović startete ihre Karriere in ihrer Geburtsstadt für den ŽFK Jerina, wo sie 2008 ihr Seniordebüt spielte. Im Sommer 2011 verließ sie Jerina und wechselte in die höchste serbische Frauenliga zu ŽFK Spartak Subotica. Am 21. Februar 2013 wurde sie bei ŽFK Spartak Subotica aussortiert und wechselte in ihre Geburtsstadt zu ŽFK Mladenovac. Im Sommer 2013 kehrte Jovanovic dann Serbien den Rücken und ging zum österreichischen Erstligisten SK Sturm Graz. Nach mehren Wechseln beendete sie 2019 ihre aktive Karriere-